# Joseph W. Fordney

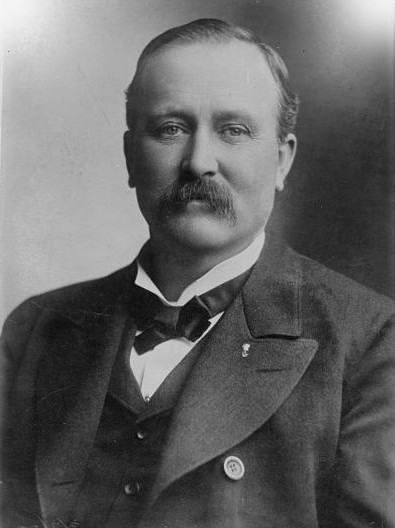
Joseph W. Fordney

Joseph Warren Fordney (* 5. November 1853 bei Hartford City, Blackford County, Indiana; † 8. Januar 1932 in Saginaw, Michigan) war ein US-amerikanischer Politiker. Zwischen 1899 und 1923 vertrat er den Bundesstaat Michigan im US-Repräsentantenhaus.

## Leben
Joseph Fordney besuchte die öffentlichen Schulen seiner Heimat und zog danach im Juni 1869 nach Saginaw in Michigan, wo er in der Holzindustrie arbeitete. Im Lauf der Jahre gründete er in dieser Branche eigene Firmen. Außerdem war er Vizepräsident der Handelskommission von Saginaw. Politisch schloss sich Fordney der Republikanischen Partei an. Von 1896 bis 1900 saß er im Stadtrat von Saginaw.
Bei den Kongresswahlen des Jahres 1898 wurde er im achten Wahlbezirk von Michigan in das US-Repräsentantenhaus in Washington, D.C. gewählt, wo er am 4. März 1899 die Nachfolge von Ferdinand Brucker antrat. Nach elf Wiederwahlen konnte er bis zum 3. März 1923 zwölf Legislaturperioden im Kongress absolvieren. In diese Zeit fiel der Erste Weltkrieg. Außerdem wurden der 16., der 17., der 18. und der 19. Verfassungszusatz beraten und verabschiedet. Von 1905 bis 1907 war Fordney Vorsitzender des Ausschusses zur Kontrolle der Ausgaben des Marineministeriums. Zwischen 1919 und 1923 leitete er den Steuerausschuss. Er war Mitverfasser des Fordney-McCumber-Zollgesetzes aus dem Jahr 1922. Im Jahr 1908 war er Delegierter zur Republican National Convention in Chicago, auf der William Howard Taft als Präsidentschaftskandidat nominiert wurde.
1922 verzichtete Joseph Fordney auf eine weitere Kandidatur. In den folgenden Jahren widmete er sich wieder seinen vielen privaten geschäftlichen Interessen. Neben der Holzbranche gehörten nun auch das Bankgewerbe und die Landwirtschaft zu seinem Tätigkeitsfeld. Er starb am 8. Januar 1932 in Saginaw.